# Abúndio de Como
Abúndio de Como (em italiano:  Abbondio; em latim: Abundius) foi o quarto bispo de Como, eleito em cerca de 450. Sua origem é relacionada tradicionalmente à cidade de Tessalônica, apesar de não haver nenhum documento do século IV que ateste esta informação. 
Por volta de 448, Abúndio se tornou o quarto bispo de Como, sucedendo a Amâncio. Ele estava presente no Concílio de Constantinopla do mesmo ano e combateu ativamente a heresia do eutiquianismo no Concílio de Calcedônia, em 451, representando o papa Leão I. No ano seguinte, ele participou do Concílio de Milão, convocado para tratar da mesma heresia. 
Abúndio é uma das pessoas a quem se atribui, por vezes, a autoria do Te Deum.
O ano da morte foi fixado em 489, sem prova segura.
A Igreja de Santo Abúndio em Como, consagrada em 1095 pelo papa Urbano II, é dedicada a ele.